# Zyuden Sentai Kyoryuger
Zyuden Sentai Kyoryuger (獣電戦隊キョウリュウジャー, Jūden Sentai Kyōryūjā) is de 37e Super Sentai-serie, geproduceerd door Toei Company. De serie werd van februari 2013 t/m februari 2014 uitgezonden in Japan op TV Asahi, en telt in totaal 48 afleveringen. 
De serie werd in 2015 als basis gebruikt voor de Amerikaanse serie Power Rangers Dino Charge.

## Productie
Zyuden Sentai Kyoryuger is de derde Super Sentai-serie met dinosaurussen als thema. De vorige 2 waren Kyouryuu Sentai Zyuranger en Bakuryuu Sentai Abaranger. Subthema’s van de serire zijn elektriciteit en muziekgenres als samba.
Het is tevens de eerste Super Sentai-serie sinds Dengeki Sentai Changeman waarin geen teamlid in de kleur geel voorkomt. Producent Takahito Ōmori gaf als reden hiervoor dat de kleur geel in de loop der jaren steeds meer geassocieerd is geraakt met vrouwelijke teamleden, terwijl Toei voor deze serie terug wilde keren naar de traditionele Sentai-formule van slechts 1 vrouwelijk teamlid.

## Verhaal
Miljoenen jaren geleden, in de tijd van de dinosauriërs, viel het buitenaardse Deboth leger de aarde aan, en roeide de dinosaurussen uit. Alvorens hun invasie te voltooien, werden ze zelf verslagen door de Wise God Torin en zijn volgelingen, de Zyudenryu. Nadien werd het leger ingevroren op Antarctica.
In het heden smelt het ijs van hun gevangenis en hervatten de Deboth hun invasie. Als reactie rekruteert Torin 5 nieuwe volgelingen en maakt hen tot de Kyoryugers om de aarde te beschermen. Naarmate de serie vordert wordt dit team al snel uitgebreid met meer leden, waarvan sommigen reeds decennia of zelfs eeuwen actief zijn.

## Personages

### Kyoryugers
De Kyoryugers zijn 5 hedendaagse mensen, en verscheidene mensen uit het verleden, die samen met de Zyudenryu de aarde beschermen tegen de Deboss. Hun naam is een afkorting voor Tsuyoki Ryū no Mono, wat “mensen van de sterke draken” betekent.
Daigo Kiryu (桐生 ダイゴ, Kiryū Daigo)/Kyoryu Red (キョウリュウレッド, Kyōryū Reddo)een 20-jarige man. Hij is galant en kan iedereen inpalmen met zijn charmes. Hij staat erop dat de anderen hem aanspreken met de titel Koning. Hij reist over de wereld; iets dat hij al sinds zijn jeugd doet.
Ian Yorkland (イアン・ヨークランド, Ian Yōkurando)/Kyoryu Black (キョウリュウブラック, Kyōryū Burakku)een cassanova. Hij doet zich altijd als opgewekt voor, maar dat is enkel om een trauma uit zijn verleden te verhullen. Jaren terug was hij archeoloog, maar verloor zijn vriend en partner Shiro Mifune in Europa door een aanval van de Kyoryugers. Hij is een mannetje van alles en een harde werker. Hij woont bij zijn zus Yuko, en nichtje Rika. Hij was aanvankelijk terughoudend om een Kyoryuger te worden, uit angst dat zijn familie ook bij de gevechten betrokken zou raken.
Nobuharu Udo (有働 ノブハル, Udō Nobuharu)/Kyoryu Blue (キョウリュウブルー, Kyōryū Burū). Blueeen 32 jaar oude klusjesman die Stegotchi versloeg tijdens een trip naar een ijsveld. Hij werkt hard en is altijd optimistisch. Hij woont bij zijn zus Yuko en nichtje Rika sinds de dood van Yuko’s echtgenoot. Hij houdt van zwaar achterhaalde (woord)grappen. Aanvankelijk is hij terughoudend om te vechten, uit angst dat zijn familie iets zal overkomen.
Souji Rippukan (立風館 ソウジ, Rippūkan Sōji)/Kyoryu Green (キョウリュウグリーン, Kyōryū Gurīn)met 16 jaar de jongste van de Kyoryugers. Hij komt uit een lange lijn van zwaardvechters en huurmoordenaars. Hij weet niet goed wat hij met zijn leven wil. Hij werd een Kyoryuger om zich af te zetten tegen zijn strenge vader.
Amy Yuuzuki (アミィ結月, Amyi Yūzuki)/Kyoryu Pink (キョウリュウピンク, Kyōryū Pinku)de enige vrouw in het team. Ze komt uit een welgestelde familie, en werd een Kyoryuger terwijl ze nog in de Verenigde Staten woonde. Ze werkt parttime voor het Tiger Boy restaurant, en gebruikt vaak Engelse woorden in haar zinnen.
Ramirez (ラミレス, Ramiresu)/Kyoryu Cyan (キョウリュウシアン, Kyōryū Shian)een Europeaan die vijf eeuwen voor aanvang van de serie reeds een Kyoryuger werd. Hij is inmiddels overleden, maar zijn geest is nog altijd op aarde aanwezig en kan een vaste vorm aannemen om samen met de andere Kyoryugers te vechten.
Utsusemimaru (空蝉丸), bijgenaamd Utchy (ウッチー, Utchī)/ Kyoryu Gold (キョウリュウゴールド, Kyōryū Gōrudo)een samoerai uit de Sengokuperiode, die net als Souji de kunst van Kenjutsu beheerst. Vroeger diende hij onder een krijgsheer genaamd Iwaizumi Mōshinosuke. Hij werd in zijn strijd met de Deboss in een hinderlaag gelokt en opgesloten in Dogold’s lichaam tot hij zich in het heden weer wist te bevrijden. Hij is zo mogelijk de sterkste van de Kyoryugers.
Tessai (鉄砕)/Kyoryu Gray (キョウリュウグレー, Kyōryū Gurē)een van de originele Kyoryugers uit het zesde-eeuwse China. Hij is ervaren in vechtsporten en ziet zichzelf als de perfecte belichaming van het YinYang-concept.
Doctor Ulshade (ドクター・ウルシェード, Dokutā Urushēdo)/ Kyoryu Violet (キョウリュウバイオレット, Kyōryū Baioretto)een wetenschapper uit de moderne tijd, die echter wel al eerder een Kyoryuger werd dan het huidige team. Hij is makkelijk afgeleid, wat vaak problemen veroorzaakt. Hij trekt gedurende zes maanden de ruimte in om meer te leren over de Deboth. Later geeft hij de krachten van Kyoryu Violet door aan zijn kleindochter Yayoi.
Yayoi Ulshade (弥生ウルシェード, Yayoi Urushēdo)/ Kyoryu Violet (キョウリュウバイオレット, Kyōryū Baioretto)de kleindochter van Ulshade, en al van kinds af aan zijn assistent. Ze lijkt een oogje te hebben op Daigo.
Wise God Torin (賢神トリン, Kenjin Torin)/Kyoryu Silver (キョウリュウシルバー, Kyōryū Shirubā) tde mentor van de Kyoryugers en de Zyudenryu. Hij verschijnt in de gedaante van een humanoïde vogel. Hij is zelf ook een sterke vechter, maar kan vanwege oude verwondingen die hij opliep in een gevecht met de Deboss maar korte periodes achter elkaar vechten. Later in de serie wordt hij zelf ook een Kyoryuger.

### Bondgenoten
Dantetsu Kiryu (桐生 ダンテツ, Kiryū Dantetsu)Daigo’s vader met wie hij vroeger over de wereld reisde. Hij verdween 10 jaar geleden en liet zijn zoon achter met enkel wat geld en een hanger van amber.
Genryu Rippukan (立風館 源流, Rippūkan Genryū)Souji’s vader. Hij is erg streng voor zijn zoon en staat erop dat hij de familietraditie voortzet. Hij heeft jaren terug Souji’s moeder het huis uit gejaagd; iets wat Souji hem nog altijd kwalijk neemt.
Yuko Fukui (福井 優子, Fukui Yūko)Nobuharu’s zus, bij wie hij in huis woont. Ze is een alleenstaand moeder  sinds haar echtgenoot is overleden.

### Deboth
Het Deboth Army (デーボス軍, Dēbosu Gun) zijn de antagonisten van de serie.
Dark Species Deboth (暗黒種デーボス, Ankokushu Dēbosu)de schepper van het Deboss leger. Hij is bij aanvang van de serie nog bevroren. Hij is een plantwezen geschapen door Debious  met als doel de ultieme levensvorm te creëren. Hij reist verschillend werelden af om de dominante levensvorm daar te bestuderen en diens kenmerken over te nemen, alvorens de planeet in kwestie tot een levenloze wereld te reduceren.
Many-Faced High Priest Chaos (百面神官カオス, Hyakumen Shinkan Kaosu)de leider van de Deboth. Hij is de oudere broer van Torin.
Joyful Knight Canderrilla (喜びの戦騎キャンデリラ, Yorokobi no Senki Kyanderira)een generaal in dienst van Chaos. Ze is duidelijk anders dan de andere Deboth, daar ze continue opgewekt is. Ze vecht met een zeis.
Raging Knight Dogold (怒りの戦騎ドゴルド, Ikari no Senki Dogorudo)een hooggeplaatste generaal binnen het leger. Tijdens de Sengokuperiode vocht hij vaak met Utsusemimaru. Hij ving Utsusemimaru in zijn lichaam om zo controle te krijgen over de Pteragordon Zyudenchi.
Sorrowful Knight Aigallon (哀しみの戦騎アイガロン, Kanashimi no Senki Aigaron)een generaal die uitblinkt in zijn vechtkunst met een bijl. Hij is ook de strateeg van de Deboss.
Funfilled Spy Luckyuro (楽しみの密偵ラッキューロ, Tanoshimi no Mittei Rakkyūro)Canderrila’s ondergeschikte en lijfwacht.
Zorima (ゾーリ魔, Zōrima, Zori Demons)de soldaten van de Deboss.
Debo Monsters (デーボモンスター, Dēbo Monsutā)de monsters van de Deboss, gemaakt uit een van de drie torens in de schuilplaats van het Debossleger.

## Zyudenryu
De Zyudenryu (獣電竜, Jūdenryū, "Electric Beast Dragons") zijn 10 intelligente dinosauriërs die tijdens de eerste invasie van de Deboss van Torin de kracht kregen om terug te vechten. Daarna raakten ze over de wereld verspreid. Aanvankelijk moesten de Kyoryugers hen opsporen, bevechten en temmen om hun krachten te krijgen. Ze doen dienst als de mecha van de Kyoryugers, en kunnen veranderen naar een sterkere Battle Mode.
- Gabutyra (ガブティラ, Gabutira): Gabutyra is een rode Tyrannosaurus rex, die zich normaal ophoudt in de vulkaan van een eiland in de zuidzee. Hij is de partner van Kyoryu Red.
- Parasagun (パラサガン, Parasagan): Parasagun is een zwarte Parasaurolophus, die zich verstopt onder een oud kasteel in Europa. Hij is Kyoryu Black’s partner.
- Stegotchi (ステゴッチ, Sutegotchi): een blauwe Stegosaurus die door Nobuharu werd gevonden op de noordpool.
- Zakutor (ザクトル, Zakutoru): een groene velociraptor die zich schuilhoudt in de bergen van Japan. Hij is Kyoryu Greens partner.
- Dricera (ドリケラ, Dorikera): een roze Triceratops die door Amy werd gevonden in de Grand Canyon.
- Pteragordon (プテラゴードン, Puteragōdon): een gouden Pteranodon die tijdens de Sengokuperiode werd gevonden door Utsusemimaru.
- Ankydon (アンキドン, Ankidon): Een cyaankleurige Ankylosaurus die tijdens de Middeleeuwen werd gevonden door Ramirez.

### Zyuden Giants
De Zyudenryu kunnen combineren tot de humanoïde Zyuden Giants (獣電巨人, Jūden Kyojin).
Kyoryuzinde primaire robot van de Kyoryugers. Hij bestaat doorgaans uit een combinatie van drie Zyudenryu. Gabutyra vormt te allen tijde onderdeel van deze formaties. Afhankelijk van welke andere 2 Zyudenryu worden gebruikt kent Kyoryuzin de volgende gedaantes:
- Snapping Combination Kyoryuzin (カミツキ合体キョウリュウジン, Kamitsuki Gattai Kyōryūjin): de combinative van Gabutyra, Stegotchi, en Dricera. Gabutyra vormt het lichaam, Stegotchi de rechterarm en Dricera de linkerarm. Deze combinatie is gewapend met een schild en een boor.
- Kyoryuzin Stegotchi Zakutor (キョウリュウジンステゴッチザクトル, Kyōryūjin Sutegotchi Zakutoru): combinatie van Stegotchi, Zakutor en Gabutyra, gewapend met het Zakutor Sword (ザクトルソード, Zakutoru Sōdo), en het Stegotchi Shield.
- Kyoryuzin Western (キョウリュウジンウエスタン, Kyōryūjin Uesutan): combinatie van Parasagun en Zakutor. Deze combinatie is gewapend met een vuurwapen genaamd de the Parasa Beam Gun (パラサビームガン, Parasa Bīmu Gan).
- Kyoryuzin Macho (キョウリュウジンマッチョ, Kyōryūjin Matcho): een combinatie van Ankydon, Dricera en Gabutyra. Deze vorm is gewapend met de Ankydon Hammer (アンキドンハンマー, Ankidon Hanmā).
- Kyoryuzin Parasagun Stegotchi (キョウリュウジンパラサガンステゴッチ, Kyōryūjin Parasagan Sutegotchi): een combinatie van Parasagun en Stegotchi met Gabutyra.

Thunder Transformation Pteraidenoh (カミナリ変形プテライデンオー, Kaminari Henkei Puteraiden'ō)een robot gevormd door enkel Pteragordon. Hij is gewapend met zwaarden en een kannon.
Raiden Kyoryuzinde combinative van Kyoryuzin en Pteragordon.

## Rolverdeling
- Daigo Kiryu - Ryo Ryusei (竜星 涼, Ryūsei Ryō).[2][3][4][5]
- Ian Yorkland - Syuusuke Saito (斉藤 秀翼, Saitō Shūsuke).
- Nobuharu Udo - Yamato Kinjo (金城 大和, Kinjō Yamato).[4][5][6][7]
- Souji Rippukan - Akihisa Shiono (塩野 瑛久, Shiono Akihisa).[4][5][8]
- Amy Yuuzuki - Ayuri Konno (今野 鮎莉, Konno Ayuri).[4][5][9]
- Ramirez - Robert Baldwin (ロバート・ボールドウィン, Robāto Bōrudowin), who previously portrayed Gordo in Chousei Kantai Sazer-X.
- Utsusemimaru - Atsushi Maruyama (丸山 敦史, Maruyama Atsushi).[10][11][12][13]
- Wise God Torin - Toshiyuki Morikawa (森川 智之, Morikawa Toshiyuki). (stem)
- Canderrilla - Haruka Tomatsu (戸松 遥, Tomatsu Haruka) (stem)
- Dogold - Satoshi Tsuruoka (鶴岡 聡, Tsuruoka Satoshi).

## Afleveringen
1. "Let's Go! The Red King"
2. "Gaburincho! Snapping Combination"
3. "Get Mad! The Slashing Brave"
4. "Fire! The Courageous Gaburevolver"
5. "Boom! The Cavities of Ankydon"
6. "Stop! Singing Canderrilla"
7. "Angry! Daigo's in Big Trouble"
8. "Where Am I? Get Through the Maze"
9. "So Strong! Pteraidenoh"
10. "Zandar! Gold Revival"
11. "Utchī! How Cool"
12. "Attack! The King and I"
13. "Jakkireen! I'll Protect Your Heart"
14. "Oh No! Spirit Base"
15. "Just Get It Right! Dogold's Ambition"
16. "Dig-a-dug! My Treasure"
17. "Serious! Kyoryu Gray"
18. "Caught! Kung-Fu Strike"
19. "Kywaeen! Kidnapped Family"
20. "Unluckyu! The Tanabata Windfall"
21. "Zuon! Plezuon Returns"
22. "Im-poss-i-ble! Deboth Resurrects"
23. "Go! Bakuretsu Kyoryuzin"
24. "Burn! The Seven Kyoryugers"
25. "What's This! The Deboth Army's Nightmare"
26. "Oh My! The Gabutyra Human"
27. "O Matsurincho! Red's Super Evolution"
28. "Ah Torin! The Hundred Million-Year-Old Grudge"
29. "Big Attack! Dance Carnival"
30. "Give It to Me! The Guardians' Fragment"
31. "Vacance! The Eternal Holiday"
32. "Victory! It's a Sports Match"
33. "Maximum! I Will Protect the Lady"
34. "Revival! Bragigas Appears"
35. "Super Awesome! Gigant Kyoryuzin"
36. "Giga Gaburincho! The Silver Miracle"
37. "Revenge! The Ghost Deboth Army"
38. "Love Touch! The Too Beautiful Zorima"
39. "Full Force! The Ten Kyoryugers' Power"
40. "Wowie! Pops Is Broken-Hearted"
41. "Yanasanta! The Deboth World War"
42. "Wonderful! Christmas of Justice"
43. "The Blade of the Soul! Roar, Straizer"
44. "Chaos Laughs! Destruction's Countdown"
45. "That Can't Be Dad! The End of Silver"
46. "The Great Duel! The Strike of Love and Tears"
47. "The Great Counterattack! The Greatest Final Brave"
48. "The Big Explosion! Goodbye Kyoryugers"

### Films
- De Kyoryugers maakten hun debuut met een cameo in Tokumei Sentai Go-Busters vs. Kaizoku Sentai Gokaiger: The Movie.
- Het team speelt mee in de film Kamen Rider × Super Sentai × Space Sheriff: Super Hero Taisen Z
- Zyuden Sentai Kyoryuger: de Kyoryuger’s eigen film, die op 3 augustus 2013 in Japan in première ging.
- Zyuden Sentai Kyoryuger vs. Go-Busters: The Great Dinosaur Battle! Farewell Our Eternal Friends: cross-over film met de vorige serie, Tokumei Sentai Go-Busters , waarin tevens de Sentai-teams van Kyouryuu Sentai Zyuranger en Bakuryuu Sentai Abaranger een rol spelen.
- ToQger vs. Kyoryuger: The Movie: cross-over met de volgende sentai-serie, Ressha Sentai ToQger.